# Янева, Ева
Ева Димитрова Янева (род. 31 июля 1985 года, София) — болгарская волейболистка, доигровщица.

## Биография
Родилась 31 июля 1985 года в городе София. Начала профессиональную карьеру в болгарском ЦСКА, за который выступала в 1996—2004 годах. В дальнейшем играла в командах «Стинол», «Расинг», «Омичка», «Динамо (Москва)», «ДжейТи Марвелоус», «Динамо-Казань», «Букурешть», «Тяньцзинь», «Илбанк», «Сарыер», «Гуанчжоу Эвергранд», «БВК Братислава», «КС Девелопрес Жешув».
С 2019 года выступает за «Волеро Ле-Канне».
В 2002—2017 годах — член сборной Болгарии.

## Достижения

### Со сборной
- Двукратный серебряный призёр Евролиги (2010, 2012)
- Двукратный бронзовый призёр Евролиги (2009, 2011)
- Обладательница Кубка Бориса Ельцина (2014)
- Серебряный призёр Кубка Бориса Ельцина (2008)

### С клубами
- Серебряный призёр Лиги чемпионов (2006)
- Бронзовый призёр Лиги чемпионов (2010)
- 7-кратная чемпионка Франции (2006—2010, 2014, 2022)
- 6-кратная обладательница Кубка Франции (2006—2010, 2014)
- Двукратная чемпионка Болгарии (2000, 2004)
- 3-кратный серебряный призёр чемпионата Болгарии (2001—2003)
- Двукратная обладательница Кубка Болгарии (2000, 2004)
- Двукратный серебряный призёр Кубка Болгарии (2002, 2003)
- Чемпионка Китая (2016)
- Серебряный призёр чемпионата России (2012)
- Обладательница Кубка России (2011)
- Бронзовый призёр чемпионата Польши (2019)
- Серебряный призёр Кубка Польши (2019)
- Серебряный призёр чемпионата Словакии (2019)
- Серебряный призёр Кубка Словакии (2019)